# Johan Fredrik Lampe
Johan Fredrik Lampe (født 1811, død 1888) var en norsk præst med teologisk eksamen fra 1834. I 1849 blev han sognepræst i Kolvereid, og var fra 1853 provst i Namdal. Han blev sognepræst i Tysnes i 1856, og fra 1869 var han præst i Bamle. Han er kendt for værket Bergens Stifts Biskoper og Præster efter Reformationen. Biografiske Efterretninger., udgivet posthumt af præsten Daniel Thrap (Cammermeyers Boghandel 1895).